# Júlia (filla de Juli Cèsar)
Júlia Cesària o Julia Caesaris (en llatí Iulia Caesaris) va ser filla del dictador romà Juli Cèsar i de la seva esposa Cornèlia Cinna, i l'única descendència del matrimoni. Formava part de la gens Júlia. Es va casar amb Pompeu el Gran i tenia fama de ser bella i virtuosa.

## Biografia
Júlia va néixer entre el 82 i el 83 aC. Quan ella tenia catorze anys la seva mare va morir de part i va passar a ser educada per la seva àvia paterna Aurèlia Cotta. El seu pare l'havia promès amb Quint Servili Cepió, però l'any 59 aC Juli Cèsar va trencar el compromís per casar-la amb Pompeu el Gran amb qui buscava una aliança política sòlida. El casament va consolidar el lligam entre Cèsar i Pompeu, i va ser interpretat com una amenaça per l'oligarquia romana, especialment per Ciceró i Cató el Jove.
Tot i que el matrimoni es va pactar en funció d'interessos polítics, es diu que Pompeu va quedar enamorat de veritat amb la seva jove esposa (tenia vint-i-tres anys menys que ell). Els encants de Júlia eren remarcables, i segons els rumors el famós militar va començar a perdre interès per la política per dedicar més temps a la seva esposa. De fet, Pompeu havia estat nomenat governador de la Hispània Ulterior, però va demanar permís per quedar-se a Roma amb l'excusa de supervisar l'abastiment de gra.
L'any 55 aC en l'elecció d'edils, Pompeu va ser rodejat per una turba tumultuosa que va ser dispersada per la força. Júlia va veure a un esclau que portava a casa seva la toga de Pompeu, tacada de sang i de la impressió al pensar que era mort es va posar malalta quan estava embarassada. Júlia va morir de part l'any 54 aC, als vint-i-vuit anys. L'infant (un fill segons Vel·leu Patèrcul i Suetoni o una filla, segons Plutarc i Pomponi Mela) tan sols va sobreviure uns dies. La mort va acabar amb el vincle que unia Cèsar i Pompeu, i va accelerar el deteriorament de les relacions entre tots dos que desembocaria en la guerra civil romana.
Pompeu volia que els seves cendres es posessin a la seva vil·la al mont Albà, però el poble romà, que se l'estimava molt va demanar que s'enterrés al Camp de Mart. Per enterrar-la allà es necessitava un permís especial del senat, però el cònsol Luci Domici Aenobarb, a causa del seu odi a Pompeu i a Cèsar, va posar un interdicte als tribunals. La voluntat popular es va imposar i després d'una oració fúnebre al Fòrum la gent va portar al Camp de Mart l'urna amb les cendres.
Es va assenyalar com un presagi singular, que el dia en què Octavi entrava a la ciutat com a fill adoptiu de Cèsar, l'estàtua de Júlia va ser colpejada per un llamp. Cèsar es trobava a Britànnia, segons Sèneca, quan va rebre la noticia de la mort de Júlia. Va prometre uns jocs als seus manes, que va celebrar l'any 46 aC.